# Chapati

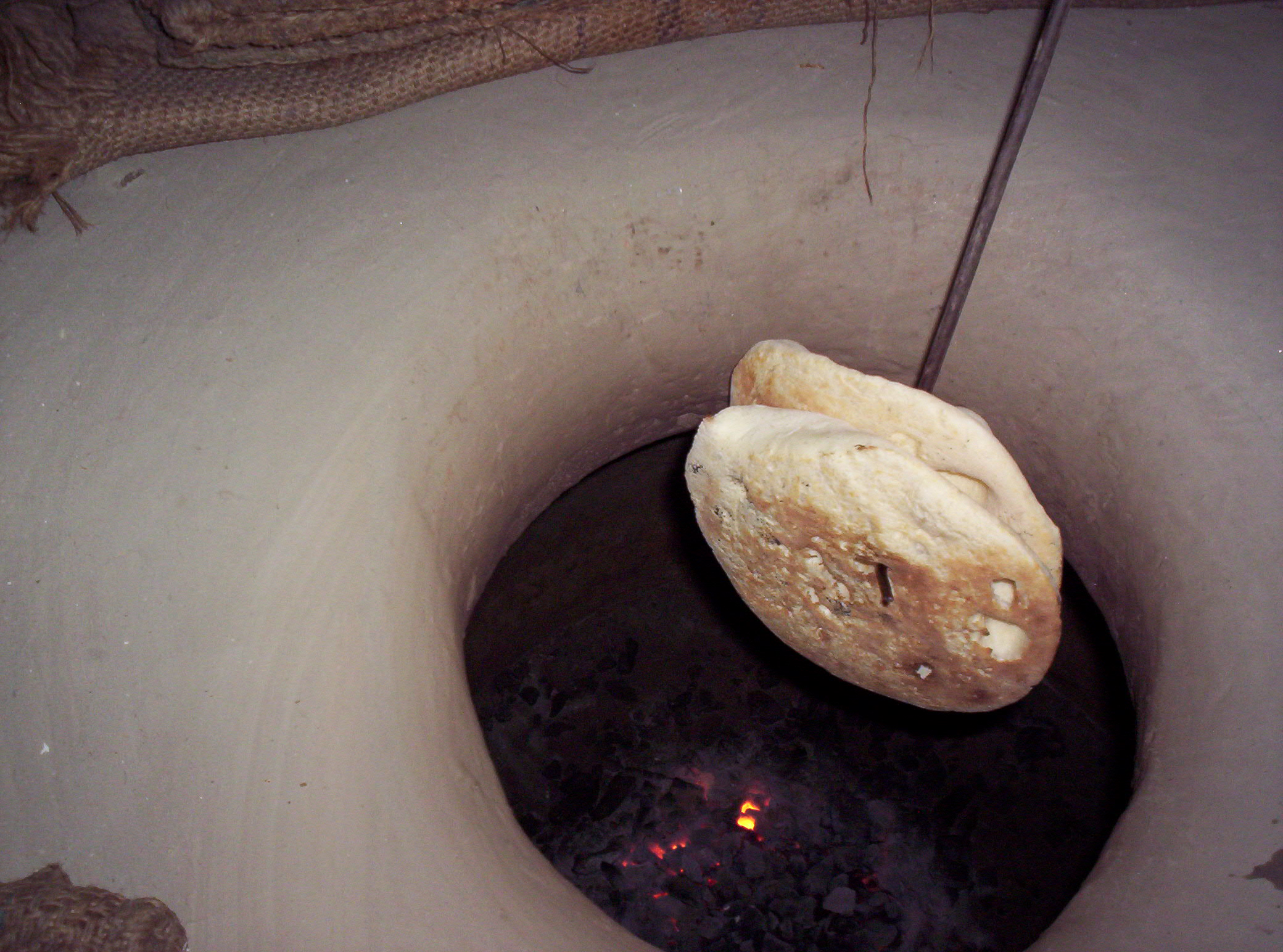
Chapati introducido en un tandoori indio.

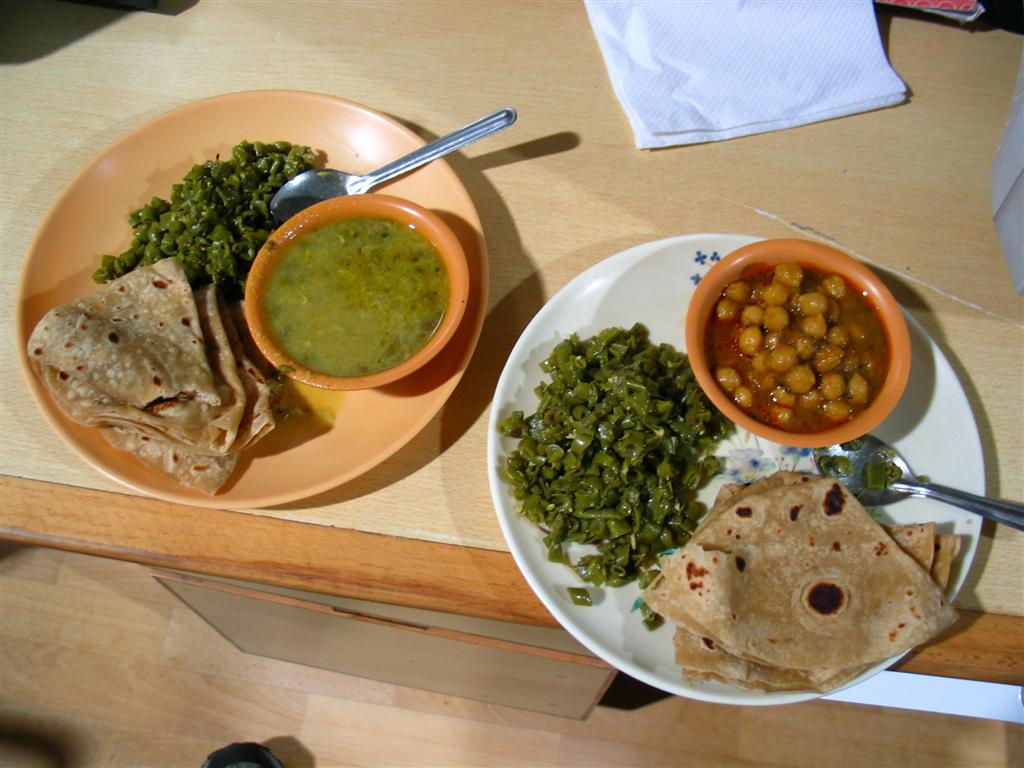
Platos servidos con chapati.

El chapati es un tipo de roti (pan plano indio). 
El chapati se prepara con harina integral de trigo denominada atta, en una masa mezclada con agua y opcionalmente sal en un cuenco denominado parat, y es cocido en un tava (plancha de hierro).

## Preparación

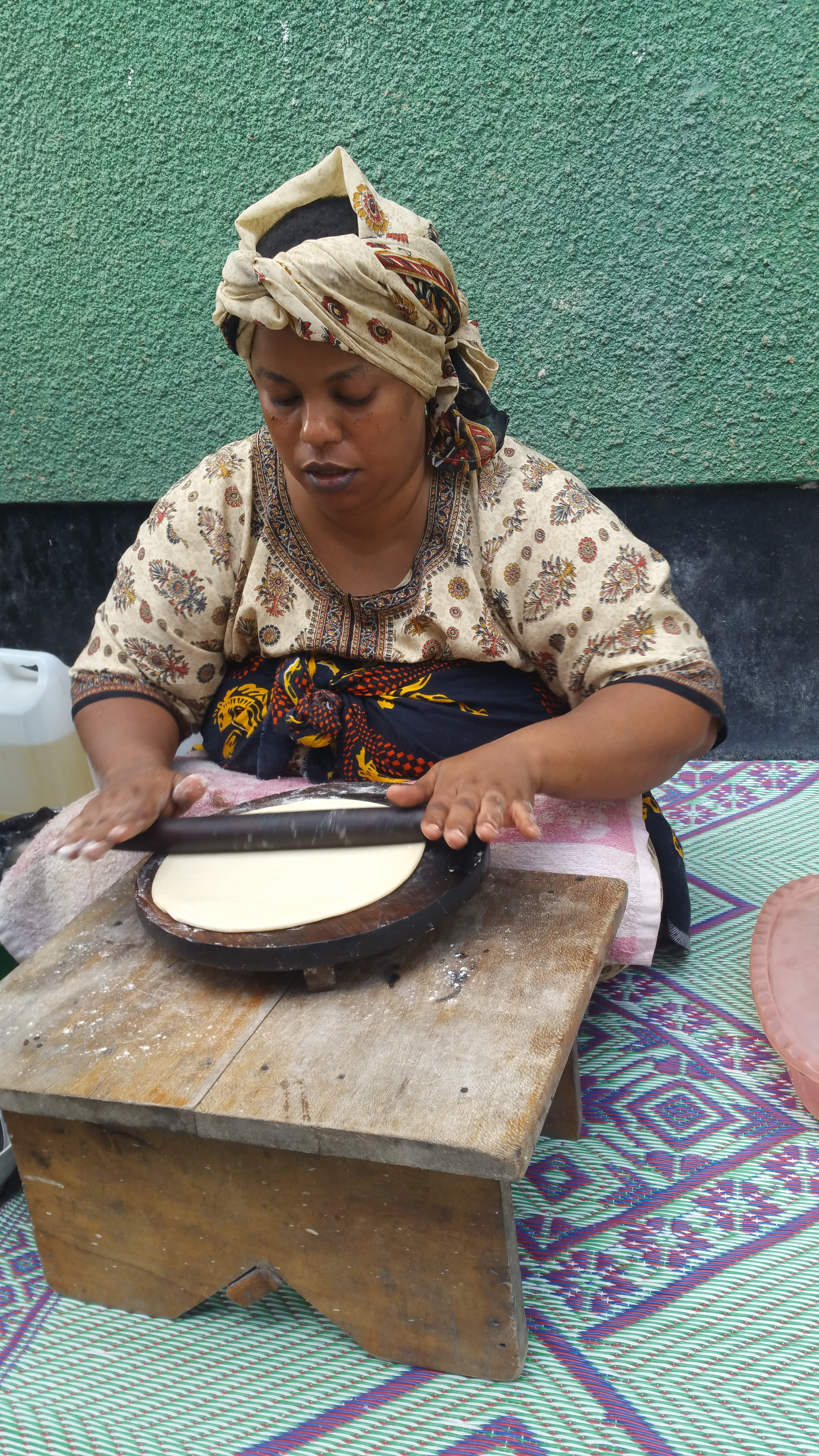
Preparación del chapati en Tanzania

La masa de chapati generalmente se prepara con harina integral, sal y agua, se amasa con los nudillos de la mano en un puño y se deja reposar durante al menos 10 o 15 minutos a una hora para que se desarrolle el gluten en la masa. Después de reposar, la masa se vuelve más suave y más flexible. Se toman pequeñas porciones de la masa y se forman bolas redondas que se presionan entre las dos palmas para formar discos de unos 12 cm de diámetro y un par de mm de espesor que luego se sumergen en harina y se enrollan en una tabla circular (una chakla), usando un rodillo conocido como un velan o Belan, en un disco plano.
Se cocinan de a uno o dos sobre una plancha o sartén muy caliente. Cuando (después de un minuto aprox.) se ve que la parte inferior ha pasado de color blancuzco a café muy claro, se vuelven para que a la otra parte le suceda lo mismo.

## Usos
Los chapatis se pueden utilizar enrollados para coger un bocado de algún plato cocinado. 

## Normas para comer el chapati
Los hindúes estrictos sólo pueden tocar la comida con la mano derecha, al considerar la izquierda una mano sucia, también según las costumbres indias, sólo se debe llevar a la boca un trozo de comida apropiado, sin morder los alimentos.
Por tanto para poder comer un chapati es necesario previamente trocearlo, sólo con la mano derecha, de manera que se coloca sobre el plato y se aguanta con el dedo anular y meñique, mientras que con los dedos pulgar y medio se separa el trozo que se llevará a la boca. El dedo índice no se utiliza, porque la ortodoxia hindú considera que es “el dedo sucio de la mano limpia” y no debe tocar la comida, ya que se utiliza para señalar o para rascarse el oído.